# 小港路
小港路（英語：Siaogang Rd.）為中華民國（臺灣）高雄市小港區的東西向道路，東起於大業北路口銜接二苓路，西止於平和路口銜接平和七路。是舊小港聚落的主要道路之一。

## 行經行政區域
- 小港區

## 沿線設施
（由東至西）
- 全國加油站小港機場站
- 高雄市政府警察局小港分局
- 台灣電力公司鳳山區營業處小港服務所
- 台灣中油桂宏站
- 高雄市公車小港站
- 台糖糖廠冰品小港展售中心
- 全聯福利中心小港店
- 高雄市政府環境保護局小港區清潔隊
- 小港公園
- 高雄市小港區農會
- 小港區公所
- 7-ELEVEN強民門市
- 7-ELEVEN港瑞門市

## 公共自行車
- 高雄市公共自行車租賃系統：
  - 小港區公所：小港路156號(對面)